# 派屈克·卡范納

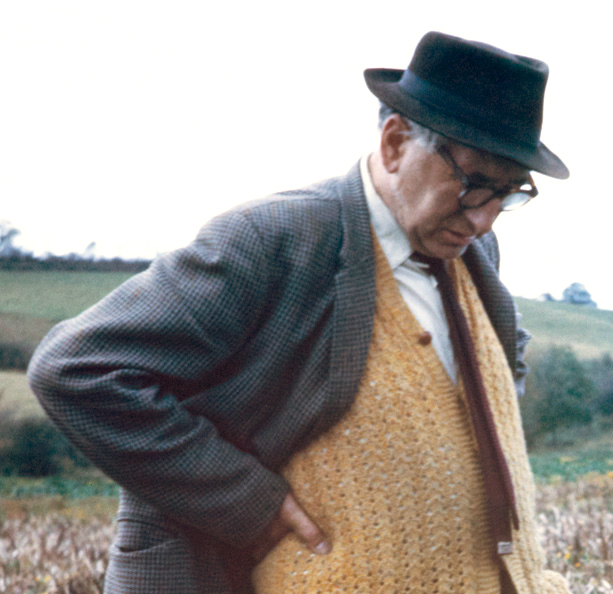

派屈克·卡范納（英語：Patrick Kavanagh，1904年10月21日—1967年11月30日），愛爾蘭詩人和小說家。派屈克·卡范納為20世紀最重要的詩人之一，他最著名的作品包括小說《Tarry Flynn》和詩歌《拉格蘭路上》、長詩《大饑荒》（The Great Hunger）。他是愛爾蘭人生活中的一部分。

## 資訊
- Profile and poems at the Poetry Archive
- Poetry Foundation profile and poems （页面存档备份，存于）